# Serkan Golge
Serkan Golge (Serkan Gölge) es un científico turco-estadounidense que se encuentra actualmente encarcelado en Turquía. Trabajó como contratista a tiempo completo de la NASA en la misión tripulada propuesta por la NASA a Marte. Se graduó de la Universidad de Fatih y recibió su Ph.D. en física de la Universidad de Old Dominion en 2010.[cita requerida] Se convirtió en un ciudadano estadounidense naturalizado ese mismo año.
Golge fue arrestado por el gobierno turco el 23 de julio de 2016, acusado de participar en actividades terroristas y conspirar contra el gobierno como miembro del movimiento de Gülen, que Turquía designa "Organización terrorista Fethullahist". Golge niega ser miembro del movimiento Gülen o emprender actividades antigubernamentales. El 8 de febrero de 2018, fue condenado a 7,5 años de prisión. El gobierno de Ankara cree que el movimiento Gülen es al menos parcialmente responsable del intento de golpe de Estado turco del 2016 y ha arrestado a muchos de sus miembros, seguidores y simpatizantes, y presuntos simpatizantes, miembros y seguidores desde el fracaso del golpe en julio de 2016. Entre los sospechosos de conspiración se han incluido jueces, académicos y periodistas.